# 晃玉
晃玉（學名：[Euphorbia obesa] 错误：{{Lang}}：文本有斜体标记（帮助）），又名布紋球、奧貝莎，屬大戟科大戟屬的一個物種，原產於南非開普省，它被廣泛種植在世界各地，但在野生環境中，因為過度採集及生長緩慢，而且生產種子數量少而導致瀕臨滅絕，被列在CITES附錄二中。

## 形态

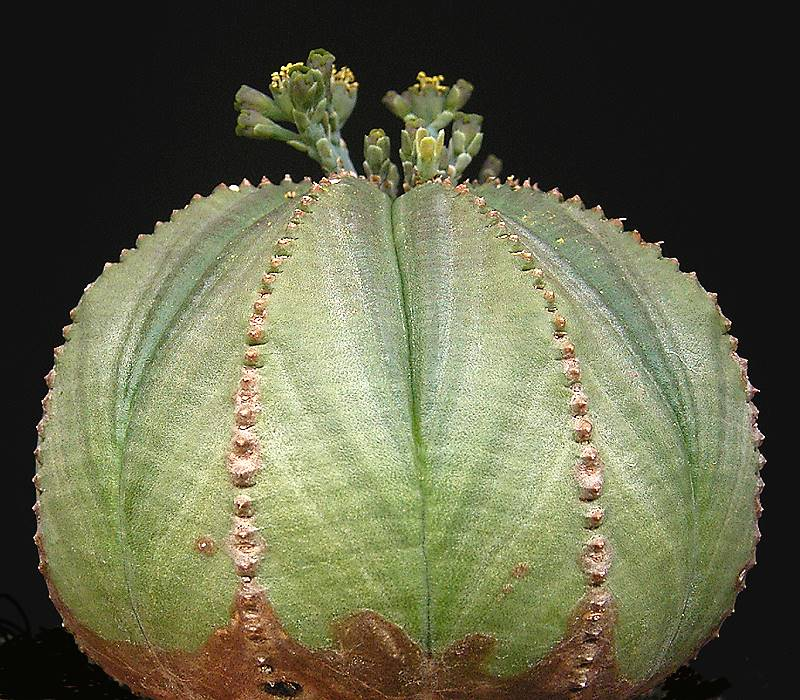
雄花

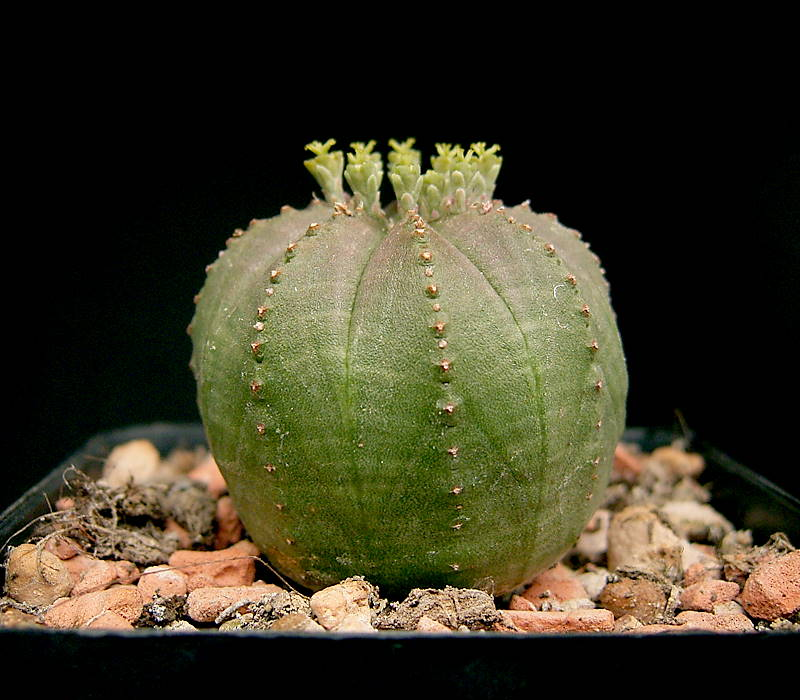
雌花

雌雄異株，幼年為球狀，無刺。隨著時間成長為圓柱形，單莖，不分枝。表面具有8棱。它有綠色水平亮的條紋，在野生環境中暴露在直射陽光下，會轉為紅色和紫色。它的外形與仙人掌的星葉球十分相似，但卻不是屬於仙人掌科，而是屬於大戟科，被認為是與仙人掌趨同進化的例子。

## 毒性
受傷流出的汁液有多種毒素，不可以接觸皮膚。

## 種植
晃玉生長非常緩慢，最好種植在陽光充足位置，能容忍的範圍廣泛但排水良好土壤，十分耐旱。夏季為生長期，可澆較多的水，但在夏季炎熱期間盡量少澆水，並保持冬季泥土乾燥。

## 外部連結
1. ↑  Euphorbia obesa （页面存档备份，存于）Cactus-art.biz
2. ↑  Euphorbia obesa Hook. （页面存档备份，存于）PlantZAfrica.com Homepage
3. ↑  .   [2014-05-29]. （原始内容存档于2020-11-06）.
4. ↑  .   [2014-05-29]. （原始内容存档于2021-02-12）.
5. ↑  Euphorbia obesa （页面存档备份，存于）www.Plantsrescue.com